# MH 5. Bocskai István Lövészdandár Művelettámogató Műszaki Zászlóalj
A Magyar Honvédség 5. Bocskai István Lövészdandár Művelettámogató Műszaki Zászlóalja a Magyar Honvédség legnagyobb szárazföldi katonai szervezetének a MH 5. Bocskai István Lövészdandár műveletek műszaki támogatására 2007-ben létrehozott műszaki zászlóalja. A hódmezővásárhelyi helyőrségben található. 

## Története

### A zászlóalj jogelődjének története
A honvédelmi miniszter 2007. március 1-jei hatállyal, a 21/2007. ( HK 4.) HM határozatával megszüntette a Magyar Honvédség 37/4. Török Ignác Műszaki-építő Zászlóalj költségvetési szervet.
Az MH 37/4. Török Ignác Műszaki- épitő zászlóalj 2004. május 27-én alakult meg a MH 37. II. Rákóczi Ferenc Műszaki Dandár 1. és 2. Műszaki Zászlóalj, valamint az Önálló Műszaki Század bázisán. 2004. augusztus hónapban díszlokált Szentesről Hódmezővásárhelyre, s ezek után 2004. szeptember 30-án elérte a készenlétet.
A jogelőd zászlóalj – a fent említett alegységeken kívül – korábban felszámolt alakulatok személyi állományából tevődött össze, úgy, mint:
- MH 62. Bercsényi Miklós Gépesített Lövészdandár (Hódmezővásárhely)
- MH 101. Szigetvári Zrínyi Miklós Vegyes Tüzérdandár (Pécs)
- MH Alföldi Kiképző Központ (Szabadszállás)

A zászlóalj rendszeresen MH-szintű műszaki gépkezelői, robbantás foglalkozásvezetői, kézigránát megsemmisítői felkészítéseket vezetett le. Fennállása óta több gyakorlaton részt vett, ahol erődítési, útépítési, műszaki zárással kapcsolatos és imitációs feladatokat hajtott végre. Több helyőrségben (Hódmezővásárhely, Szentes, Csobánka, Kecskemét, Székesfehérvár, Szolnok, Debrecen, Győr) útkarbantartási és infrastrukturális munkákat folytatott.
Folyamatos készenléti erőket és eszközöket biztosított a zászlóalj, előre nem látható katasztrófák következményeinek felszámolására.
A zászlóalj fő feladatai:
- Az ország fegyveres védelmében részt vevő összfegyvernemi, valamint szövetséges védelmi erők harctevékenységének műszaki támogatása;
- Konfliktus nem katonai megoldási feltételeinek megteremtésében való részvétel;
- A befogadó Nemzeti Támogatás keretén belül a szövetséges erők tevékenységének, kiképzésének műszaki támogatása;
- Külön tervekben meghatározottak szerint válságkezelés feladataiban való részvétel;
- A határbiztosításra kijelölt összfegyvernemi alegységek tevékenysége műszaki támogatása keretében terepszakaszok lezárása akadályokkal, ellenőrző áteresztő pontok létesítése;
- Objektumok védelmi feltételeinek javítása, menekültek kezelésével kapcsolatos feladatok végrehajtásában való részvétel;
- A személyi állomány, az alegységek általános katonai- és műszaki szakkiképzésének, harcászati felkészítésének, összekovácsolásának biztosítása;
- Harci technikai eszközök, anyagok, különleges és speciális műszaki gépes és technikai eszközök, gépjárművek hadrafoghatóságának biztosítása;
- Részvétel az elöljáró katonai szervezet magasabb készenlétbe helyezhetőségének biztosításában;
- Hazai gyakorlatok előkészítésében és végrehajtásában való részvétel;
- A természeti katasztrófák megelőzésében és következményeinek felszámolásában való részvétel.

## Kapcsolatok
A zászlóalj – szakmai képzés, illetve a TISZA Többnemzeti Zászlóaljban végzett közös feladatok miatt – folyamatos kapcsolatot tart a Szentesen állomásozó MH 37. II. Rákóczi Ferenc Műszaki Ezreddel.
Mivel a zászlóalj közös elhelyezésben van a hódmezővásárhelyi Zrínyi Miklós Laktanyában a Lövészdandár két zászlóaljával ( 5/62. és 5/3. Lövészzászlóaljak) szoros kapcsolatot tart fenn velük.
Jól együttműködik a zászlóalj a Magyar Honvédség más alakulataival, mivel a zászlóalj rendszeresen MH-szintű felkészítési és kiképzési foglalkozásokat tart (műszaki gépkezelők, robbantás foglalkozásvezetők, kézigránát megsemmisítők felkészítése).
Katasztrófavédelmi feladatokban való érintettség végett, folyamatos a kapcsolat a helyi és környező települések Önkormányzataival.

## Szervezeti felépítése
| 1. Műszaki Század 2. Műszaki Század | - Törzstámogató Szakasz |